# 錢夢曾
錢夢曾（1572年—？），號二魯，四川叙州府隆昌县民籍富顺县人。明朝政治人物。同進士出身。

## 生平
隆庆壬申三月初七日生。萬曆二十五年丁酉科四川乡试舉人，二十六年（1598年），登戊戌科進士，吏部觀政，二十八年授官安化县知县，三十二年調曲周县知县。

## 家族
曾祖錢金定，義官；祖父錢迪，庠生贈知州；父錢任用，國子生。